# 데이르에조르
데이르에조르(아랍어: دير الزور, Deir ez-Zor, Dayr az-Zawr, 시리아어: ܕܝܪܐ ܙܥܘܪܬܐ, 아르메니아어: Տէր Զօր, Դեր Զոր, Ter Zor)는 시리아 북동부에 위치한 도시로, 데이르에조르 주의 주도이며 유프라테스강과 접한다. 인구는 511,000명(2008년 기준)이며 다메샤크에서 북동쪽으로 450km 정도 떨어진 곳에 위치한다. 주요 산업은 농업이며 시내에는 많은 유적들이 남아 있고 라카 주와 더불어 절세미인들이 많기로 유명하고 소셜메디아가 잘 성장하는 주이다. 평야지대가 많아 교통이 편리하고 또한 전쟁을 겪었기에 평화주의자 들이 많다. 다만 모든 아랍지역에서 그러하듯 서구측에 당한 것이 많기 때문에 아랍권에서는 서구를 범죄조직로 보기에 서구를 옹호하는 것은 피하는 것이 안전하다.

## 역사

### 시리아 내전
시리아 내전 발발 이래, 시리아군과 자유 시리아군 그리고 이라크 레반트 이슬람 국가(IS), 알 누스라 전선의 충돌이 이어졌다. 2014년 9월 21일, 아르메니아 대학살 기념물이 이전에 알 누스라 전선이었던 IS 무장세력에 의해 파괴되었다. 2015년 현재 데이르에조르는 시리아군이 동부 지역에서 확보하고 있는 몇 안 되는 거점 중 한 곳이다. 2015년 5월, IS가 타드무르(팔미라)에 공세를 가해 그 곳을 점령하면서, 데이르에조르로 유지되던 공급선을 잃었다. 그리하여 데이르에조르는 IS에 의해 포위되어 있으며, 헬기를 비롯한 공중 수송에 의해서만 보급이 이루어지고 있다. IS는 매일같이 데이르에조르 공군기지를 공격해 그 공급을 막으려 했다. 그러나 그 시도는 여단장인 이삼 자흐레딘(Issam Zahreddine)이 이끄는 정예 시리아 공화국수비대의 제104공수여단에 의해 좌절되어 왔다.
2015년 8월 2일, 시리아 정부는 군과 보안관련자, 그 가족에 대한 보급을 위해 그 동안 시민들에게 식량을 보급해온 5개 제빵소의 운영을 중지했다. 2015년 12월 소식에 따르면 시리아 정부는 약 80미국 달러를 내고 시민들이 도시를 빠져나갈 수 있게 허락했다고 한다. 10만 명 넘는 시민들이 가난하고 직업이 없는 채 포위되어 있다.
2016년 1월 15일, 러시아 공군이 인도주의적 공수작전을 시작, 약 22톤의 물자가 투하되었다고 한다. 그 달 17일, IS가 시민들 수백 명을 학살하였다고 전해졌다. 그러나 활동가들은 중대한 학살이나 학대는 관찰되지 않았다고 BBC에 전했다.

## 기후
| Deir Ezzor (1961–1990)의 기후 | Deir Ezzor (1961–1990)의 기후 | Deir Ezzor (1961–1990)의 기후 | Deir Ezzor (1961–1990)의 기후 | Deir Ezzor (1961–1990)의 기후 | Deir Ezzor (1961–1990)의 기후 | Deir Ezzor (1961–1990)의 기후 | Deir Ezzor (1961–1990)의 기후 | Deir Ezzor (1961–1990)의 기후 | Deir Ezzor (1961–1990)의 기후 | Deir Ezzor (1961–1990)의 기후 | Deir Ezzor (1961–1990)의 기후 | Deir Ezzor (1961–1990)의 기후 | Deir Ezzor (1961–1990)의 기후 |
| 월                            | 1월                           | 2월                           | 3월                           | 4월                           | 5월                           | 6월                           | 7월                           | 8월                           | 9월                           | 10월                          | 11월                          | 12월                          | 연간                          |
| ----------------------------- | ----------------------------- | ----------------------------- | ----------------------------- | ----------------------------- | ----------------------------- | ----------------------------- | ----------------------------- | ----------------------------- | ----------------------------- | ----------------------------- | ----------------------------- | ----------------------------- | ----------------------------- |
| 역대 최고 기온 °C (°F)        | 22.5 (72.5)                   | 26.1 (79.0)                   | 32.7 (90.9)                   | 40.0 (104.0)                  | 41.6 (106.9)                  | 44.2 (111.6)                  | 47.5 (117.5)                  | 47.8 (118.0)                  | 43.0 (109.4)                  | 41.0 (105.8)                  | 31.5 (88.7)                   | 23.0 (73.4)                   | 47.8 (118.0)                  |
| 일평균 최고 기온 °C (°F)      | 12.2 (54.0)                   | 15.1 (59.2)                   | 19.5 (67.1)                   | 25.4 (77.7)                   | 31.7 (89.1)                   | 36.9 (98.4)                   | 39.9 (103.8)                  | 39.3 (102.7)                  | 35.3 (95.5)                   | 28.8 (83.8)                   | 20.7 (69.3)                   | 14.0 (57.2)                   | 26.6 (79.9)                   |
| 일일 평균 기온 °C (°F)        | 6.7 (44.1)                    | 9.1 (48.4)                    | 13.1 (55.6)                   | 18.7 (65.7)                   | 24.5 (76.1)                   | 29.6 (85.3)                   | 32.6 (90.7)                   | 31.7 (89.1)                   | 26.9 (80.4)                   | 20.9 (69.6)                   | 13.3 (55.9)                   | 8.1 (46.6)                    | 19.6 (67.3)                   |
| 일평균 최저 기온 °C (°F)      | 2.5 (36.5)                    | 3.7 (38.7)                    | 7.0 (44.6)                    | 12.0 (53.6)                   | 17.1 (62.8)                   | 21.9 (71.4)                   | 25.1 (77.2)                   | 24.5 (76.1)                   | 19.4 (66.9)                   | 13.7 (56.7)                   | 7.2 (45.0)                    | 3.2 (37.8)                    | 13.1 (55.6)                   |
| 역대 최저 기온 °C (°F)        | −7.2 (19.0)                   | −8.2 (17.2)                   | −3.7 (25.3)                   | −2.0 (28.4)                   | 8.0 (46.4)                    | 10.6 (51.1)                   | 17.6 (63.7)                   | 16.8 (62.2)                   | 11.4 (52.5)                   | 2.5 (36.5)                    | −8.0 (17.6)                   | −9.3 (15.3)                   | −9.3 (15.3)                   |
| 평균 강수량 mm (인치)         | 28.1 (1.11)                   | 24.1 (0.95)                   | 27.8 (1.09)                   | 22.2 (0.87)                   | 8.6 (0.34)                    | 0.3 (0.01)                    | 0.0 (0.0)                     | 0.0 (0.0)                     | 0.2 (0.01)                    | 8.0 (0.31)                    | 12.4 (0.49)                   | 24.1 (0.95)                   | 155.8 (6.13)                  |
| 평균 강수일수 (≥ 1.0 mm)      | 4.8                           | 4.3                           | 4.3                           | 3.5                           | 1.7                           | 0.1                           | 0.0                           | 0.0                           | 0.1                           | 1.5                           | 2.6                           | 4.1                           | 27.0                          |
| 평균 상대 습도 (%)            | 76                            | 67                            | 57                            | 49                            | 38                            | 27                            | 26                            | 28                            | 32                            | 42                            | 57                            | 75                            | 48                            |
| 평균 월간 일조시간            | 161.2                         | 179.2                         | 223.2                         | 243.0                         | 310.0                         | 351.0                         | 372.0                         | 356.5                         | 309.0                         | 257.3                         | 207.0                         | 161.2                         | 3,130.6                       |
| 평균 일일 일조시간            | 5.2                           | 6.4                           | 7.2                           | 8.1                           | 10.0                          | 11.7                          | 12.0                          | 11.5                          | 10.3                          | 8.3                           | 6.9                           | 5.2                           | 8.6                           |
| 출처 1: 독일 기상청           |                               |                               |                               |                               |                               |                               |                               |                               |                               |                               |                               |                               |                               |
| 출처 2: NOAA                  |                               |                               |                               |                               |                               |                               |                               |                               |                               |                               |                               |                               |                               |